# Uma História da Justiça
Uma História da Justiça: do pluralismo dos tribunais ao moderno dualismo entre a consciência e o direito é um livro do professor italiano Paolo Prodi, editado em Português pela Editorial Estampa, em 2002.
Neste livro o autor debruça-se sobre como a Justiça tem sido pensada ao longo dos séculos.

## Capítulos
I. Justiça dos Homens, Justiça de Deus
II. A Justiça da Igreja
III. Utrumque Ius in Utroque Foro
IV. O conflicto entre a Lei e a Consciência
V. A solução Evangélico-Reformada
VI. A solução Católico-Tridentina
VII. A Norma: o Direito da Moral
VIII. A Norma: a Moral do Direito
IX: Reflexões Actuais: a Norma a uma Dimensão